# Malwa

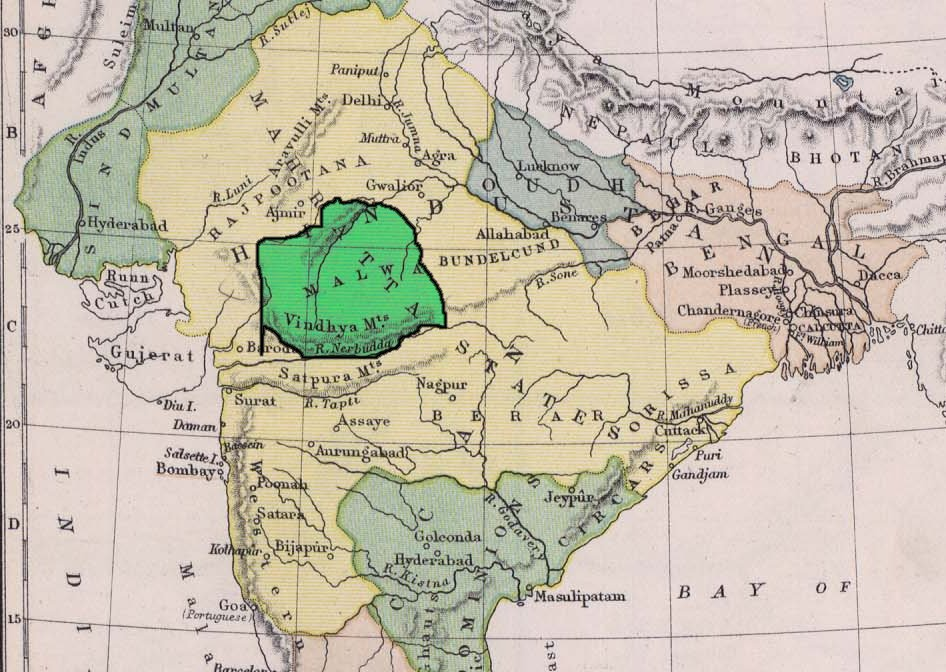
Malwa

Mālwa (in urdu مالوہ‎?) è una regione storica dell'India centro-occidentale, situata in una pianura di origine vulcanica. Geologicamente, la pianura del Mālwa fa riferimento all'area vulcanica a nord della catena dei monti Vindhya. 
Politicamente e amministrativamente, la regione storica del Malwa - che è stata una provincia del Sultanato di Delhi, dell'Impero Mughal e dell'Impero Maratha prima di diventare per quasi due secoli un Sultanato - include i distretti del Madhya Pradesh occidentale e parte del Rajasthan sud-orientale.

## Storia

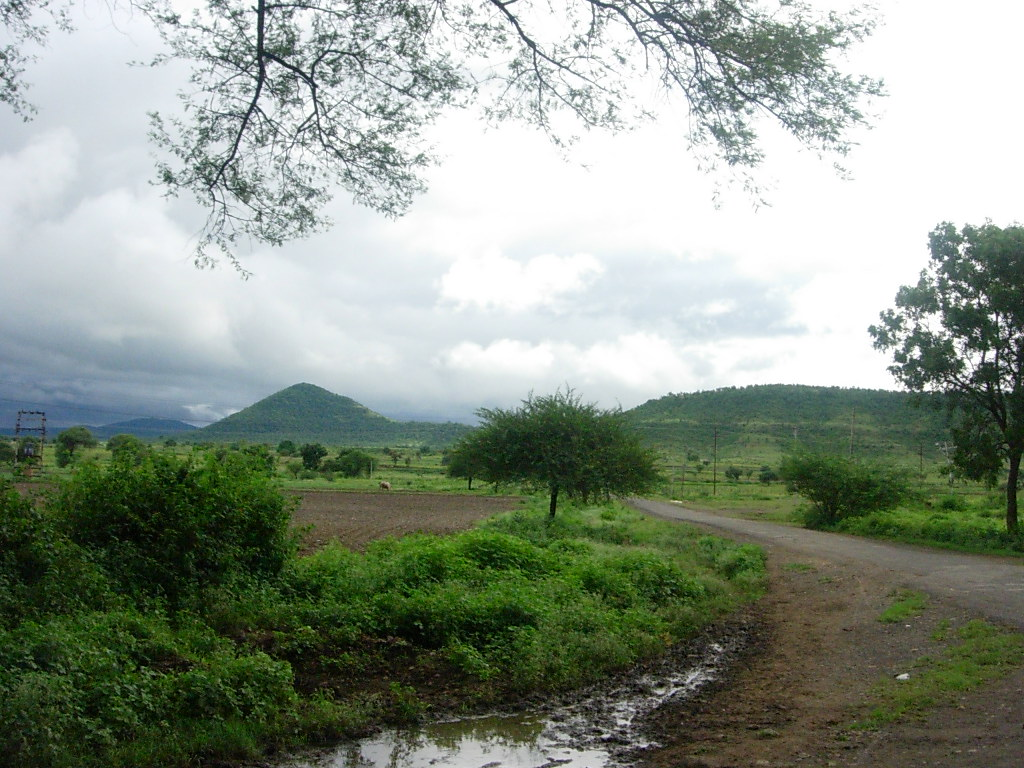
Campagna tipica, presso Mhow, dopo la stagione dei monsoni

Nella parte orientale del Malwa sono state scavate diverse abitazioni della prima età della pietra e del primo Paleolitico. Il nome stesso "Malwa" deriva dal nome dell'antica tribù ariana dei Malava, di cui si sa poco, tranne che il Bikram Sambat risale a loro. Si tratta di un calendario del 57 a.C. utilizzato in gran parte dell'India e generalmente associato al re Chandragupta Vikramaditya. 
Il nome Malava deriva a sua volta dal termine sanscrito "Malav" che significa "parte della dimora di Lakshmi". L'area di insediamento di Malwa o Moholo è identificata con l'attuale Gujarat, secondo quanto riportato dal viaggiatore cinese Xuanzang del VII secolo. La regione è menzionata come Malibah in documenti arabi come il Kamilu-t Tawarikh di Ibn Asir.
Ujjain, storicamente conosciuta come Ujjaiyini, è emersa come il primo grande centro della regione del Malware durante la seconda ondata di urbanizzazione dell'India nel VII secolo a.C. (la prima ondata di urbanizzazione è meglio conosciuta come cultura dell'Indo). Intorno al 600 a.C., Ujjain, allora di notevoli dimensioni, era circondata da un muro di terra ed era capoluogo del regno
di Avanti, uno dei noti Mahajadpadas (regni) degli indo-ariani. Nel periodo successivo al Mahabharata, intorno al 500 a.C., Avanti era ancora tra i regni importanti dell'India occidentale; era governato dagli Haihaya, un popolo che si ritiene sia nato da un amalgama di indo-ariani e discendenti degli aborigeni, e che fu responsabile del declino del potere dei Naga nell'India occidentale.
La regione fu conquistata dall'Impero Maurya a metà del IV secolo a.C. Dopo la morte di Ashoka, un imperatore Maurya che in gioventù era stato governatore di Ujjain, nel 232 a.C., l'impero Maurya cominciò a crollare. Sebbene le prove siano scarse, si ritiene che il Malwa sia stato probabilmente governato dai Kushan e dai Saci nel secondo e primo secolo a.C. Il dominio su questa regione fu oggetto di conflitto tra i Kshatrapa occidentali e i Satavahana nei primi tre secoli della nostra era. Già nel primo secolo, Ujjain divenne un importante centro commerciale.
Durante il regno di Chandragupta II (375-413 d.C.), noto anche come Vikramaditya, che conquistò la regione ed espulse i secolari Kshatrapas, il Malwa entrò a far parte dell'Impero Gupta. Il periodo Gupta è generalmente considerato il periodo d'oro della storia di Malwa, quando Ujjain fungeva da capitale occidentale dell'impero. Kalidasa, Aryabhata e Varahamihira provenivano da Ujjain, che divenne un grande centro scientifico, soprattutto di astronomia e matematica. Intorno al 500, Malwa risorge come regno separato dal fatiscente Impero Gupta; nel 528, Yasodharman di Malwa sconfigge gli Unni Alchon, che invadono l'India da nord-ovest. Nel VII secolo, la regione entrò a far parte dell'impero di Harsa, che contendeva con il re Pulakesin II della dinastia Chalukya di Badami, nel Deccan.
La regione fu conquistata nel 786 dai re della dinastia Rashtrakuta del Deccan, che se la contesero con i re della dinastia Pratihara di Kannauj fino all'inizio del X secolo. Dalla metà del X secolo, il Malwa passò sotto il dominio della dinastia Paramara dei Rajput, che fece di Dhara la propria capitale. Il re Bhoja (1010-1060 circa) è considerato il grande re-filosofo universale del Medioevo indiano; i suoi ampi scritti coprono la filosofia, la poesia, la medicina, la veterinaria, la fonetica, lo yoga e il tiro con l'arco. Sotto il suo governo, il Malwa divenne il centro intellettuale dell'India. A Bhoja risale anche la fondazione della città di Bhopal, che doveva assicurare la parte orientale del suo regno. I suoi successori governarono fino al 1200 circa, quando il Malwa fu conquistato dal sultanato di Delhi.
Dilawar Khan Gori, già governatore di Malwa sotto il dominio del Sultanato di Delhi, si dichiarò sultano di Malwa nel 1401 dopo che il conquistatore mongolo Tamerlano attaccò Delhi, provocando la disgregazione del Sultanato in stati più piccoli. Khan stabilì così il sultanato di Malwa e suo figlio Hoshang Shah costruì Mandu, situata in alto sui monti Vindhya e affacciata sulla valle del Narmada, come residenza e capitale. Il figlio di Hoshang, Ghazni Khan, riuscì a mantenere il potere solo per un anno. Gli successe il sultano Mahmud Khalji (1436-1469), il primo dei sultani Khalji di Malwa, che espanse lo Stato fino a includere parti del Gujarat, del Rajasthan e del Deccan. I sultani musulmani invitarono i Rajput a stabilirsi nel Paese. 
Tuttavia, nel XVI secolo, il Sultano cercò l'aiuto dei Sultani del Gujarat per contenere il crescente potere dei Rajput, mentre questi ultimi cercarono a loro volta il sostegno dei re del clan Sisodhya dei Rajput che governavano a Mewar. Il Gujarat prese d'assalto Mandu nel 1518 e nel 1531, dopo di che il sultanato di Malwa crollò poco tempo dopo. Akbar I, imperatore dell'Impero Mughal, conquistò Malwa nel 1563 e la trasformò in una provincia del suo impero. Mandu fu definitivamente abbandonata nel XVII secolo.

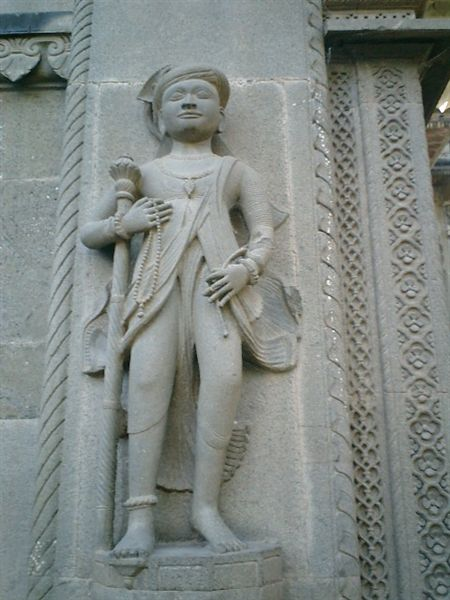
Bassorilievo dal forte Ahilya, rappresentante un cortigiano Holkar

Quando l'Impero Moghul perse il suo potere dopo il 1700, i Marath assunsero il dominio di Malwa. Nemaji Shinde e Chimnaji Damodar furono i primi generali marathi a varcare il confine del Maharashtra per invadere il Malwa nel 1698. Nel 1724, Malharrao Holkar (1694-1766) divenne comandante in capo delle forze Marathi in Malwa e nel 1733 gli fu affidato il controllo della maggior parte della regione dopo le dimissioni ufficiali dei Moghul nel 1738. La sede del governo fu poi spostata a Gwalior. Un altro generale marathi, Anand Rao Pawar, si insediò come Raja di Dhar nel 1742 e i due fratelli Pawar divennero Raja di Dewas. Alla fine del XVIII secolo, il Malwa divenne teatro di scontri tra le forze rivali dei Marath e il quartier generale dei Pindari, razziatori extra-regolari. I Pindari furono spazzati via da una campagna del generale britannico barone Hastings e ulteriori regolamentazioni furono introdotte sotto John Malcolm.
La dinastia Holkar governò il Malwa da Indore e Maheshwar sul Narmada fino al 1818, quando i Marath furono sconfitti dai britannici nella Terza guerra anglo-maratha, governata dagli Holkar, divenne uno Stato principesco dell'India britannica.
Con l'indipendenza dell'India (1947), gli Holkar e altri principi si unirono all'India e la maggior parte del Malwa entrò a far parte del nuovo Stato di Madhya Bharat, che fu incorporato nel Madhya Pradesh nel 1956.

## Geografia
La regione di Malwa occupa un altopiano nel Madhya Pradesh occidentale e nel Rajasthan sudorientale (tra 21°10′N 73°45′E e 25°10′N 79°14′E),7 con il Gujarat a ovest. La regione comprende i distretti del Madhya Pradesh di Agar, Dewas, Dhar, Indore, Jhabua, Mandsaur, Neemuch, Rajgarh, Ratlam, Shajapur, Ujjain e parti di Guna e Sehore, e i distretti del Rajhan di Jhalawar e parti di Kota, Banswara e Pratapgarh.
Il Malwa è delimitato a nord-est dalla regione di Hadoti, a nord-ovest dalla regione di Mewar, a ovest dalla regione di Vagad e dal Gujarat. A sud e a est si trova la catena del Vindhya e a nord l'altopiano del Bundelkhand.
L'altopiano è un'estensione delle falde del Deccan, formatesi tra 60 e 68 milioni di anni fa alla fine del Cretaceo. In questa regione, i principali tipi di terreno sono quelli neri, marroni e bhatori (sassosi). Il suolo vulcanico e argilloso della regione deve il suo colore nero all'alto contenuto di ferro del basalto da cui si è formato. Il terreno richiede una minore irrigazione grazie alla sua elevata capacità di trattenere l'umidità. Gli altri due tipi di suolo sono più leggeri e presentano una maggiore percentuale di sabbia.
L'altitudine media dell'altopiano è di 500 metri. Alcune delle cime che superano gli 800 m di altezza si trovano a Sigar (881 m), Janapav (854 m) e Ghajari (810 m). L'altopiano degrada generalmente verso nord. La parte occidentale della regione è drenata dal fiume Mahi, mentre il fiume Chambal drena la parte centrale e il fiume Betwa e le sorgenti dei fiumi Dhasan e Ken drenano la parte orientale. Il fiume Shipra ha un'importanza storica grazie al Simhasth mela, che si celebra ogni 12 anni. Altri fiumi importanti sono il Parbati, il Gambhir e il Choti Kali Sindh.

### Clima
Grazie alla sua altitudine di circa 550-600 metri sul livello del mare, la regione ha notti relativamente fresche rispetto a giornate calde durante la stagione estiva.14 Anche se la temperatura diurna raggiunge i 42-43 °C, le temperature notturne sono sempre comprese tra i 20 e i 22 °C, il che rende il clima molto più fresco rispetto ad altre aree della regione. Il vento fresco del mattino, Elkaraman, e la brezza serale, Shab-e-Malwa, rendono le estati meno rigide. Il termine Shab-e-Malwa, che significa "oscurità in Malwa" (dall'urdu shab, "notte"), fu introdotto dai Moghul.
L'anno è popolarmente diviso in tre stagioni: estate, pioggia e inverno. L'estate si estende nei mesi da Chaitra a Jyestha (da metà marzo a metà maggio). La temperatura massima media durante i mesi estivi è di 37 °C, che in genere sale a circa 40 °C nel giro di pochi giorni. La stagione delle piogge inizia con le prime piogge di Aashaadha (metà giugno) e dura fino alla metà di Ashvin (settembre). La maggior parte della pioggia cade durante l'incantesimo del monsone di sud-ovest, con un'intensità che va da circa 80 cm a ovest a circa 10,5 cm a est. Indore e le aree circostanti ricevono in media 90 cm di pioggia all'anno. La stagione vegetativa dura da 90 a 150 giorni, durante i quali la temperatura media giornaliera è inferiore a 30 °C, ma raramente scende sotto i 20 °C. L'inverno è la stagione più lunga delle tre, con una durata di circa cinque mesi (dalla metà di Ashvin al Phalgun, cioè da ottobre a metà marzo). La temperatura media giornaliera minima varia da 6 °C a 9 °C, anche se in alcune notti può scendere fino a 3 °C. Alcuni coltivatori ritengono che una pioggia invernale occasionale durante i mesi di Pausha e Maagha, nota come Mawta, sia utile per il grano all'inizio dell'estate e per le colture in germinazione.

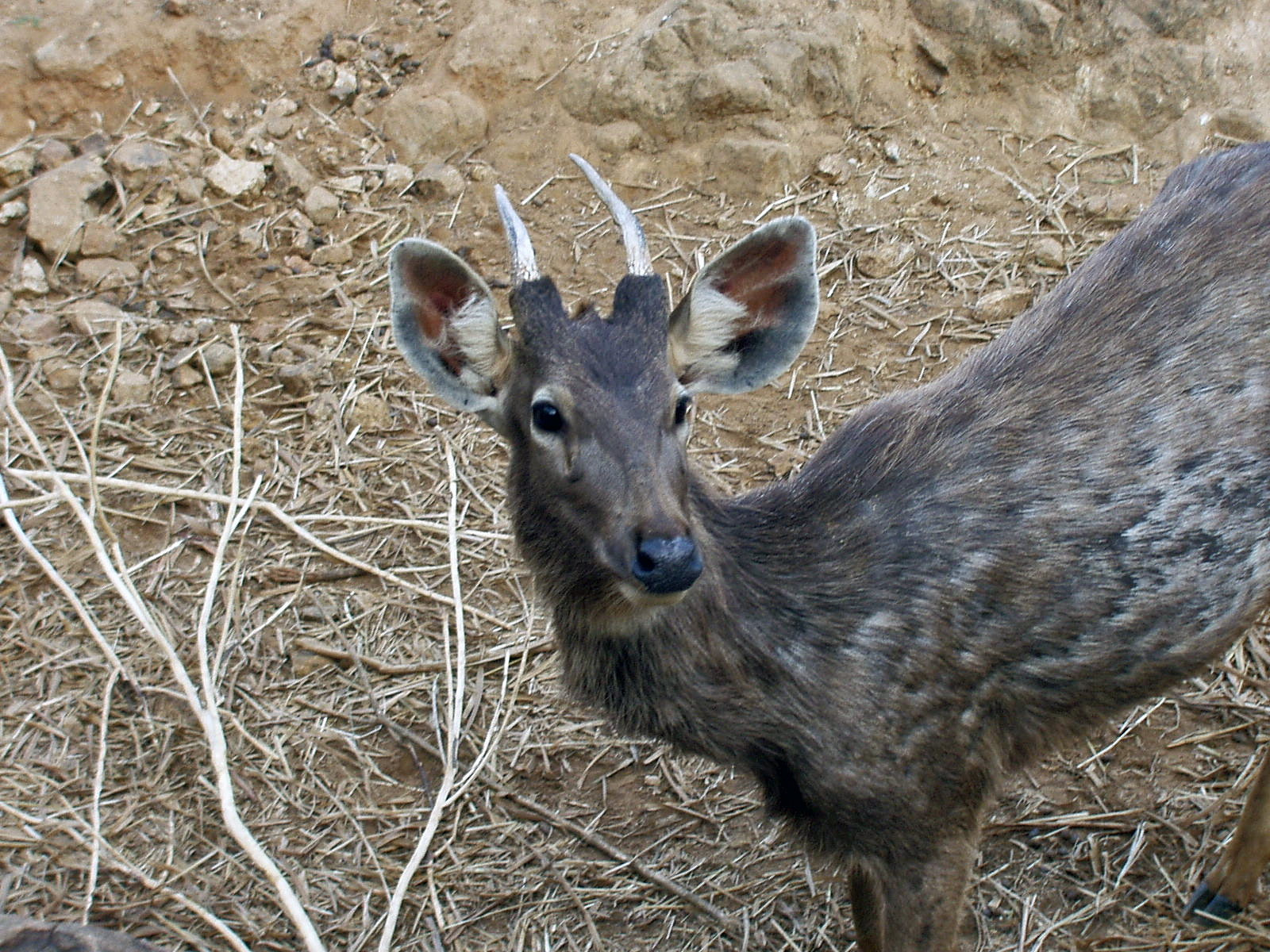
Foto di Sambhar

### Flora
La vegetazione naturale è costituita da una foresta tropicale secca, con boschi sparsi di teak. Gli alberi principali sono il Bombax, l'Anogeissus, l'Acacia, la Buchanania e la Boswellia, mentre gli arbusti o i piccoli alberi comprendono specie di Grewia, Ziziphus mauritiana, Casearia, Prosopis, Capparis, Woodfordia, Phyllanthus e Carissa.

### Fauna
Gli animali selvatici tipici, fra ungulati comuni, sono ( Sambhar), Antilope cervicapra e  (Gazella bennettii). Nel corso dell'ultimo secolo, la deforestazione si è verificata ad un ritmo accelerato, portando a problemi ambientali come una grave carenza d'acqua e il pericolo di desertificazione nella regione.